# Afrikaspiele 2023/Leichtathletik
Bei den Afrikaspielen 2023 in der ghanaischen Hauptstadt Accra fanden vom 18. bis 22. März 2024 in der Leichtathletik insgesamt 47 Wettbewerbe statt, davon je 23 bei den Männern und bei den Frauen sowie ein gemischter Staffelwettbewerb. Austragungsort war das UoG Sports Stadium der Universität von Ghana.

## Bilanz

### Medaillenspiegel
| Platz  | Land           | Gold | Silber | Bronze | Gesamt |
| ------ | -------------- | ---- | ------ | ------ | ------ |
| 1      | Nigeria        | 11   | 6      | 5      | 22     |
| 2      | Äthiopien      | 7    | 7      | 4      | 18     |
| 3      | Südafrika      | 7    | 1      | 3      | 11     |
| 4      | Kenia          | 6    | 6      | 8      | 20     |
| 5      | Ghana          | 3    | 2      | 1      | 6      |
| 6      | Algerien       | 2    | 4      | 4      | 10     |
| 7      | Gambia         | 2    | —      | —      | 2      |
| 8      | Marokko        | 1    | 2      | —      | 3      |
| 8      | Sambia         | 1    | 2      | —      | 3      |
| 10     | Kamerun        | 1    | 1      | 4      | 6      |
| 11     | Ägypten        | 1    | 1      | 3      | 5      |
| 12     | Burkina Faso   | 1    | 1      | 2      | 4      |
| 12     | Senegal        | 1    | 1      | 2      | 4      |
| 14     | Benin          | 1    | —      | —      | 1      |
| 14     | Eritrea        | 1    | —      | —      | 1      |
| 14     | Südsudan       | 1    | —      | —      | 1      |
| 17     | Botswana       | —    | 3      | 3      | 6      |
| 18     | Liberia        | —    | 2      | 1      | 3      |
| 18     | Uganda         | —    | 2      | 1      | 3      |
| 20     | Tunesien       | —    | 2      | —      | 2      |
| 21     | Guinea         | —    | 1      | —      | 1      |
| 21     | Madagaskar     | —    | 1      | —      | 1      |
| 21     | Mali           | —    | 1      | —      | 1      |
| 21     | Somalia        | —    | 1      | —      | 1      |
| 25     | Namibia        | —    | —      | 2      | 2      |
| 25     | Simbabwe       | —    | —      | 2      | 2      |
| 27     | Republik Kongo | —    | —      | 1      | 1      |
| Gesamt | Gesamt         | 47   | 47     | 46     | 140    |

### Medaillengewinner
Männer
| Disziplin         | Gold                                                                                  | Silber                                                                                 | Bronze                                                                                                 |
| ----------------- | ------------------------------------------------------------------------------------- | -------------------------------------------------------------------------------------- | --- |
| 100 m             | Emmanuel Eseme                                                                        | Usheoritse Itsekiri                                                                    | Gilbert Hainuca                                                                                        |
| 200 m             | Joseph Paul Amoah                                                                     | Claude Itoungue Bogognie                                                               | Emmanuel Ekanem Consider                                                                               |
| 400 m             | Chidi Okezie                                                                          | Muzala Samukonga                                                                       | Cheikh Tidiane Diouf                                                                                   |
| 800 m             | Aaron Kemei Cheminingwa                                                               | Alex Ngeno Kipngetich                                                                  | Tumo Nkape                                                                                             |
| 1500 m            | Brian Komen                                                                           | Ermias Girma                                                                           | Abel Kipsang                                                                                           |
| 5000 m            | Hagos Gebrhiwet                                                                       | Abdullahi Jama Mohamed                                                                 | Cornelius Kemboi                                                                                       |
| 10.000 m          | Nibret Melak                                                                          | Gemechu Dida                                                                           | Evans Kiptum                                                                                           |
| 110 m Hürden      | Louis François Mendy                                                                  | Amine Bouanani                                                                         | Yousuf Badawy Sayed                                                                                    |
| 400 m Hürden      | Saad Hinti                                                                            | Victor Ntweng                                                                          | Kemorena Tisang                                                                                        |
| 3000 m Hindernis  | Samuel Firewu                                                                         | Amos Serem                                                                             | Simon Kiprop Koech                                                                                     |
| 4 × 100 m Staffel | NigeriaIsrael Okon Sunday Usheoritse Itsekiri Emmanuel Ekanem Consider Alaba Akintola | GhanaJoseph Paul Amoah Edwin Gadayi Solomon Kweku Benjamin Azamati                     | LiberiaJohn Sherman Emmanuel Matadi Jabez Reeves Joseph Fahnbulleh                                     |
| 4 × 400 m Staffel | SambiaMuzala Samukonga Kennedy Luchembe David Mulenga Patrick Kakozi Nyambe           | BotswanaBoitumelo Masilo Collen Kebinatshipi Bayapo Ndori Leungo Scotch Omphile Seribe | NigeriaIfeanyi Emmanuel Ojeli Sikiru Adeyemi Samson Oghenewegba Nathaniel Chidi Okezie Dubem Nwachukwu |
| 20 km Gehen       | Misgana Wakuma Fekansa                                                                | Samuel Gathimba                                                                        | Ismail Benhammouda                                                                                     |
| Halbmarathon      | Samsom Amare                                                                          | William Amponsah                                                                       | Isaac Mpofu                                                                                            |
| Weitsprung        | Asande Mthembu                                                                        | Yasser Triki                                                                           | Appolinaire Yinra                                                                                      |
| Dreisprung        | Hugues Fabrice Zango                                                                  | Amath Faye                                                                             | Yacouba Loué                                                                                           |
| Hochsprung        | Evans Yamoah                                                                          | Saad Hammouda                                                                          | Mpho Links                                                                                             |
| Stabhochsprung    | Medhi Amar Rouana                                                                     | Boubacar Diallo                                                                        | Abera Alemu                                                                                            |
| Kugelstoßen       | Chukwuebuka Enekwechi                                                                 | Mostafa Amr Hassan                                                                     | Mohamed Magdi Hamza                                                                                    |
| Diskuswurf        | Victor Hogan                                                                          | Oussama Khennoussi                                                                     | Ryan Williams                                                                                          |
| Speerwurf         | Chinecherem Nnamdi                                                                    | Julius Yego                                                                            | Moustafa Mahmoud                                                                                       |
| Hammerwurf        | Mostafa el-Gamel                                                                      | Mohsen Anani                                                                           | Allan Cumming                                                                                          |
| Zehnkampf         | Fredriech Pretorius                                                                   | Edwin Kipmutai Too                                                                     | Dhiae Boudoumi                                                                                         |

Frauen
| Disziplin         | Gold | Silber                                                                | Bronze                                                                    |
| ----------------- | --- | --------------------------------------------------------------------- | ------------------------------------------------------------------------- |
| 100 m             | Gina Bass Bittaye | Maia McCoy                                                            | Olayinka Olajide                                                          |
| 200 m             | Gina Bass Bittaye | Olayinka Olajide                                                      | Natacha Ngoye Akamabi                                                     |
| 400 m             | Mary Moraa | Esther Elo Joseph                                                     | Sita Sibiri                                                               |
| 800 m             | Tsige Duguma | Halimah Nakaayi                                                       | Vivian Chebet Kiprotich                                                   |
| 1500 m            | Hirut Meshesha | Hawi Abera                                                            | Mary Ekiru                                                                |
| 5000 m            | Medina Eisa | Birtukan Molla                                                        | Melknat Wudu                                                              |
| 10.000 m          | Janeth Chepngetich | Wede Kefale                                                           | Tekan Berhe                                                               |
| 100 m Hürden      | Tobi Amusan | Sidonie Fiadanantsoa                                                  | Ashley Miller                                                             |
| 400 m Hürden      | Rogail Joseph | Noura Ennadi                                                          | Linda Angounou                                                            |
| 3000 m Hindernis  | Beatrice Chepkoech | Peruth Chemutai                                                       | Lomi Muleta                                                               |
| 4 × 100 m Staffel | NigeriaTobi Amusan Olayinka Olajide Justina Tiana Eyakpobeyan Moforehan Abinusawa Blessing Ogundiran Chisom Favour Onyebuchi | LiberiaEbony Morrison Maia McCoy Shania Collins Destiny Smith-Barnett | GhanaHalutie Hor Mary Boakye Janet Mensah Doris Mensah Benedica Kwartemaa |
| 4 × 400 m Staffel | NigeriaPatience Okon George Omolara Ogunmakinju Brittany Ogunmokun Esther Elo Joseph                                         | SambiaAbygirl Sepiso Niddy Mingilishi Rhoda Njobvu Quincy Malekani    | BotswanaThomphang Basele Obakeng Kamberuka Lydia Jele Oratile Nowe        |
| 20 km Gehen       | Emily Wamusyi Ngii | Sintayehu Masire                                                      | Souad Azzi                                                                |
| Halbmarathon      | Loliha Atalena | Zewditu Aderaw                                                        | Nancy Jepleting                                                           |
| Weitsprung        | Ese Brume | Marthe Koala                                                          | Prestina Ochonogor                                                        |
| Dreisprung        | Ruth Usoro | Winny Bii                                                             | Saly Sarr                                                                 |
| Hochsprung        | Rose Yeboah | Fatoumata Balley                                                      | Darina Hadil Rezik                                                        |
| Stabhochsprung    | Mirè Reinstorf | Dorra Mahfoudhi                                                       | —                                                                         |
| Kugelstoßen       | Ashley Erasmus | Oyesade Olatoye                                                       | Ischke Senekal                                                            |
| Diskuswurf        | Obiageri Amaechi | Chioma Onyekwere                                                      | Nora Monie                                                                |
| Speerwurf         | Jo-Ane van Dyk | Jana van Schalkwyk                                                    | Josephine Lalam                                                           |
| Hammerwurf        | Zahra Tatar | Zouina Bouzebra                                                       | Oyesade Olatoye                                                           |
| Siebenkampf       | Odile Ahouanwanou | Kemi Francis                                                          | Adèle Mafogang                                                            |

Mixed
| Disziplin         | Gold | Silber                                                                              | Bronze                                                                                |
| ----------------- | --- | ----------------------------------------------------------------------------------- | ------------------------------------------------------------------------------------- |
| 4 × 400 m Staffel | NigeriaPatience Okon George Ifeanyi Emmanuel Ojeli Sikiru Adeyemi Omolara Ogunmakinju Samson Oghenewegba Nathaniel | BotswanaCollen Kebinatshipi Obakeng Kamberuka Bayapo Ndori Lydia Jele Leungo Scotch | KeniaDavid Sanayek Kapirante Kennedy Kimeu Muthoki Mary Moraa Maureen Nyatichi Thomas |

## Männer

### 100 m
| Platz | Athlet                   | Land | Zeit (s) |
| ----- | ------------------------ | ---- | -------- |
| 1     | Emmanuel Eseme           | CMR  | 10,14    |
| 2     | Usheoritse Itsekiri      | NGR  | 10,23    |
| 3     | Gilbert Hainuca          | NAM  | 10,29    |
| 4     | Emmanuel Ekanem Consider | NGR  | 10,42    |
| 5     | Benjamin Azamati         | GHA  | 10,45    |
| 6     | Barnabas Aggerh          | GHA  | 10,50    |
| 7     | Noa Bibi                 | MRI  | 10,50    |
| 8     | Ebrima Camara            | GAM  | 10,56    |

Finale: 19. März
Wind: −0,8 m/s

### 200 m
| Platz | Athlet                   | Land | Zeit (s) |
| ----- | ------------------------ | ---- | -------- |
| 1     | Joseph Paul Amoah        | GHA  | 20,70    |
| 2     | Claude Itoungue Bogognie | CMR  | 20,74    |
| 3     | Emmanuel Ekanem Consider | NGR  | 20,80    |
| 4     | Ibrahim Fuseini          | GHA  | 20,85    |
| 5     | Sibusiso Matsenjwa       | ESW  | 21,12    |
| 5     | Alaba Akintola           | NGR  | 21,12    |
| 7     | Adama Jammeh             | GAM  | 21,14    |
| 8     | Samuel Chege Waweru      | KEN  | 21,35    |

Finale: 22. März
Wind: −2,8 m/s

### 400 m
| Platz | Athlet                 | Land | Zeit (s) |
| ----- | ---------------------- | ---- | -------- |
| 1     | Chidi Okezie           | NGR  | 45,06 PB |
| 2     | Muzala Samukonga       | ZAM  | 45,37    |
| 3     | Cheikh Tidiane Diouf   | SEN  | 45,49    |
| 4     | Boitumelo Masilo       | BOT  | 45,81    |
| 5     | Enerst Kumevo          | BOT  | 46,09    |
| 6     | Haron Adoli            | UGA  | 46,16    |
| 7     | Gilles Anthony Afoumba | CGO  | 46,65    |
| 8     | Dubem Nwachukwu        | NGR  | 47,13    |

Finale: 20. März

### 800 m
| Platz | Athlet                  | Land | Zeit (min) |
| ----- | ----------------------- | ---- | ---------- |
| 1     | Aaron Kemei Cheminingwa | KEN  | 1:45,72    |
| 2     | Alex Ngeno Kipngetich   | KEN  | 1:45,73    |
| 3     | Tumo Nkape              | BOT  | 1:46,06 PB |
| 4     | Tom Dradriga            | UGA  | 1:46,14    |
| 5     | Alex Amankwah           | GHA  | 1:46,53    |
| 6     | Yohannes Tefera         | ETH  | 1:46,74    |
| 7     | Oussama Nabil           | MAR  | 1:46,77    |
| 8     | Ahmed Sayf Kadri        | TUN  | 1:47,40    |

Finale: 20. März

### 1500 m
| Platz | Athlet            | Land | Zeit (min) |
| ----- | ----------------- | ---- | ---------- |
| 1     | Brian Komen       | KEN  | 3:39,19    |
| 2     | Ermias Girma      | ETH  | 3:39,40    |
| 3     | Abel Kipsang      | KEN  | 3:39,45    |
| 4     | Wegene Addisu     | ETH  | 3:39,54    |
| 5     | Abraham Guem      | SSD  | 3:41,05    |
| 6     | Éric Nzikwinkunda | BDI  | 3:41,27 PB |
| 7     | Ronald Musagala   | UGA  | 3:41,67    |
| 8     | Abdelatif Sadiki  | MAR  | 3:41,94    |

Finale: 21. März

### 5000 m
| Platz | Athlet                  | Land | Zeit (min)  |
| ----- | ----------------------- | ---- | ----------- |
| 1     | Hagos Gebrhiwet         | ETH  | 13:38,12    |
| 2     | Abdullahi Jama Mohamed  | SOM  | 13:38,64 PB |
| 3     | Cornelius Kemboi        | KEN  | 13:40,61    |
| 4     | Kuma Girma              | ETH  | 13:43,58    |
| 5     | Getnet Wale             | ETH  | 13:44,45    |
| 6     | Célestin Ndikumana      | BDI  | 13:45,34    |
| 7     | Lesiba Precious Mashele | RSA  | 13:46,19    |
| 8     | Simon Kiprop Koech      | KEN  | 13:49,35    |

21. März

### 10.000 m
| Platz | Athlet             | Land | Zeit (min)  |
| ----- | ------------------ | ---- | ----------- |
| 1     | Nibret Melak       | ETH  | 29:45,37    |
| 2     | Gemechu Dida       | ETH  | 29:45,68    |
| 3     | Evans Kiptum       | KEN  | 29:47,61    |
| 4     | Célestin Ndikumana | BDI  | 29:48,02    |
| 5     | William Amponsah   | GHA  | 29:50,99 NR |
| 6     | Dawit Seare        | ERI  | 29:53,81    |
| 7     | Hailemariyam Amare | ETH  | 29:57,39    |
| 8     | Merhawi Mebrahtu   | ERI  | 30:02,26    |

19. März

### Halbmarathon
| Platz | Athlet                 | Land | Zeit (h) |
| ----- | ---------------------- | ---- | -------- |
| 1     | Samsom Amare           | ERI  | 1:05:04  |
| 2     | William Amponsah       | GHA  | 1:05:13  |
| 3     | Isaac Mpofu            | ZIM  | 1:05:37  |
| 4     | Namakoe Nkhasi         | LES  | 1:05:58  |
| 5     | Haftamu Gebresilase    | ETH  | 1:06:13  |
| 6     | Panuel Mkungo          | KEN  | 1:06:30  |
| 7     | Josephat Joshua Gisemo | TAN  | 1:06:34  |
| 8     | Mao Ako                | TAN  | 1:06:39  |

22. März

### 110 m Hürden
| Platz | Athlet               | Land | Zeit (s) |
| ----- | -------------------- | ---- | -------- |
| 1     | Louis François Mendy | SEN  | 13,61    |
| 2     | Amine Bouanani       | ALG  | 13,69    |
| 3     | Yousuf Badawy Sayed  | EGY  | 13,83    |
| 4     | Jérémie Lararaudeuse | MRI  | 13,85    |
| 5     | Badamassi Saguirou   | NIG  | 13,89    |
| 6     | Kemorena Tisang      | BOT  | 14,12    |
| 7     | Wisdom Great Musa    | NGR  | 14,13    |
| 8     | Salam Ouédraogo      | BFA  | 14,74    |

Finale: 19. März
Wind: −1,1 m/s

### 400 m Hürden
| Platz | Athlet              | Land | Zeit (s) |
| ----- | ------------------- | ---- | -------- |
| 1     | Saad Hinti          | MAR  | 48,82 NR |
| 2     | Victor Ntweng       | BOT  | 49,38    |
| 3     | Kemorena Tisang     | BOT  | 50,09    |
| 4     | Wiseman Mukhobe     | KEN  | 50,10    |
| 5     | Lindukuhle Gora     | RSA  | 50,13    |
| 6     | Abdelmalik Lahoulou | ALG  | 50,34    |
| 7     | Ousmane Sidibé      | SEN  | 51,43    |
| 8     | El Mehdi Dimmokrati | MAR  | 51,47    |

Finale: 21. März

### 3000 m Hindernis
| Platz | Athlet                 | Land | Zeit (min) |
| ----- | ---------------------- | ---- | ---------- |
| 1     | Samuel Firewu          | ETH  | 8:24,30    |
| 2     | Amos Serem             | KEN  | 8:25,77    |
| 3     | Simon Kiprop Koech     | KEN  | 8:26,19    |
| 4     | Abrham Sime            | ETH  | 8:27,30    |
| 5     | Milkesa Fikadu         | ETH  | 8:27,55    |
| 6     | Edmund Serem           | KEN  | 8:31,21    |
| 7     | Ebrahim Jridi          | TUN  | 8:45,78    |
| 8     | Salaheddine Ben Yazide | MAR  | 8:51,38    |

18. März

### 4 × 100 m Staffel
| Platz | Land     | Athleten | Zeit (s) |
| ----- | -------- | --- | -------- |
| 1     | Nigeria  | Israel Okon Sunday Emmanuel Ekanem Consider Alaba Akintola Usheoritse Itsekiri Im Vorlauf eingesetzt: Edose Ibadin | 38,41    |
| 2     | Ghana    | Edwin Gadayi Benjamin Azamati Solomon Kweku Joseph Paul Amoah                                                      | 38,43    |
| 3     | Liberia  | John Sherman Emmanuel Matadi Jabez Reeves Joseph Fahnbulleh                                                        | 38,73 NR |
| 4     | Botswana | Thapelo Monaiwa Thuto Masasa Jayson Mandoze Calvin Omphile                                                         | 39,19    |
| 5     | Gambia   | Sengan Jobe Adama Jammeh Keba Makkalo Ebrahima Camara                                                              | 39,24 NR |
| 6     | Simbabwe | Dickson Kamungeremu Gerren Muwishi Zuze Leeford Ngoni Makusha                                                      | 39,74    |
| 7     | Sambia   | Justice Chivwamba Kakene Sitali Revival Mweemba Malambo Chongo                                                     | 39,76    |
| 8     | Kenia    | Hesborn Ochieng Samuel Chege Waweru Steve Odhiambo Dan Kiviasi                                                     | 39,96    |

Finale: 20. März

### 4 × 400 m Staffel
| Platz | Land      | Athleten | Zeit (min)    |
| ----- | --------- | --- | ------------- |
| 1     | Sambia    | Patrick Kakozi Nyambe Kennedy Luchembe David Mulenga Muzala Samukonga                                                    | 2:59,12 GR NR |
| 2     | Botswana  | Collen Kebinatshipi Leungo Scotch Boitumelo Masilo Bayapo Ndori Im Vorlauf eingesetzt: Omphile Seribe                    | 2:59,32       |
| 3     | Nigeria   | Ifeanyi Emmanuel Ojeli Samson Oghenewegba Nathaniel Sikiru Adeyemi Chidi Okezie Im Vorlauf eingesetzt: Dubem Nwachukwu   | 3:01,84       |
| 4     | Senegal   | Abdou Lakhat Ndiaye El Hadji Malick Soumaré Abdou Aziz Ndiaye Cheikh Tidiane Diouf Im Vorlauf eingesetzt: Ousmane Sidibé | 3:02,68       |
| 5     | Kenia     | Wiseman Mukhobe David Sanayek Kapirante Alex Ngeno Kipngetich Kennedy Kimeu Muthoki                                      | 3:03,90       |
| 6     | Simbabwe  | Busani Ndlovu Zuze Leeford Simon Atwell Gerren Muwishi                                                                   | 3:06,08       |
| 7     | Algerien  | Es Saddik Hammouni Anas Fouad Hamada Dhiae Boudoumi Abdennour Bendjemaa                                                  | 3:08,08       |
| 8     | Äthiopien | Melkamu Assefa Derese Tesfaye Yohannes Tefera Mintesnot Wachso Im Vorlauf eingesetzt: Biruk Tadesse Abate Addisu         | 3:29,77       |

Finale: 22. März

### 20 km Gehen
| Platz | Athlet                 | Land | Zeit (h) |
| ----- | ---------------------- | ---- | -------- |
| 1     | Misgana Wakuma Fekansa | ETH  | 1:28:05  |
| 2     | Samuel Gathimba        | KEN  | 1:28:06  |
| 3     | Ismail Benhammouda     | ALG  | 1:31:12  |
| 4     | Dominc Ndigiti         | KEN  | 1:34:41  |
| 5     | Melse Mulu             | ETH  | 1:35:15  |
| 6     | Sizwe Ndebele          | RSA  | 1:38:08  |
| 7     | Mohamed Ragab Saleh    | EGY  | 1:39:33  |
| 8     | Oussama Farhat         | TUN  | 1:46:06  |

20. März

### Hochsprung
| Platz | Athlet                        | Land | Höhe (m) |
| ----- | ----------------------------- | ---- | -------- |
| 1     | Evans Yamoah                  | GHA  | 2,23 NR  |
| 2     | Saad Hammouda                 | MAR  | 2,21     |
| 3     | Mpho Links                    | RSA  | 2,21     |
| 4     | Tshwanelo Aabobe              | BOT  | 2,19     |
| 5     | Hichem Bouhanoun              | ALG  | 2,16     |
| 6     | Kennedy Ocansey               | GHA  | 2,13 PB  |
| 7     | Dezardin Prosper              | MRI  | 2,10     |
| 8     | Fiaku Goodluck Ezechukwuchiri | NGR  | 2,10     |
| 8     | Ebenezer Gyimah               | GHA  | 2,10 PB  |
| 8     | Keegan Fourie                 | RSA  | 2,10     |

22. März

### Stabhochsprung
| Platz | Athlet            | Land | Höhe (m) |
| ----- | ----------------- | ---- | -------- |
| 1     | Medhi Amar Rouana | ALG  | 5,30     |
| 2     | Boubacar Diallo   | SEN  | 4,70     |
| 3     | Abera Alemu       | MLI  | 4,00     |
|       | Valco van Wyk     | RSA  | NMH      |

21. März

### Weitsprung
| Platz | Athlet             | Land | Weite (m) |
| ----- | ------------------ | ---- | --------- |
| 1     | Asande Mthembu     | RSA  | 7,86      |
| 2     | Yasser Triki       | ALG  | 7,83 w    |
| 3     | Appolinaire Yinra  | CMR  | 7,71      |
| 4     | Edwin Kipmutai Too | KEN  | 7,71 w    |
| 5     | Emmanuel Njoku     | NGR  | 7,68      |
| 6     | Romeo N’tia        | BEN  | 7,62      |
| 7     | Komi Bernard Konu  | TOG  | 7,61      |
| 8     | Buli Melaku        | ETH  | 7,61 PB   |

Finale: 22. März

### Dreisprung
| Platz | Athlet               | Land | Weite (m) |
| ----- | -------------------- | ---- | --------- |
| 1     | Hugues Fabrice Zango | BUR  | 16,97     |
| 2     | Amath Faye           | SEN  | 16,24     |
| 3     | Yacouba Loué         | BFA  | 15,86 =PB |
| 4     | Gilbert Pkemoi       | KEN  | 15,82     |
| 5     | Khoak Ayup           | UGA  | 15,61 PB  |
| 6     | Kitchman Ojulu       | ETH  | 15,48     |
| 7     | Bekele Jilo          | ETH  | 15,39     |
| 8     | Al-Assane Fofana     | MLI  | 14,90     |

20. März

### Kugelstoßen
| Platz | Athlet                  | Land | Weite (m) |
| ----- | ----------------------- | ---- | --------- |
| 1     | Chukwuebuka Enekwechi   | NGR  | 21,06     |
| 2     | Mostafa Amr Hassan      | EGY  | 20,60     |
| 3     | Mohamed Magdi Hamza     | EGY  | 20,29     |
| 4     | Henry-Bernard Baptiste  | MRI  | 17,85     |
| 5     | Emeka Ugwu              | NGR  | 16,43     |
| 6     | Cornelius Kuhn          | NAM  | 15,90     |
| 7     | Essohounamondom Tchalim | TOG  | 15,58     |
| 8     | Senbata Nanawe          | ETH  | 14,75     |

19. März

### Diskuswurf
| Platz | Athlet                      | Land | Weite (m) |
| ----- | --------------------------- | ---- | --------- |
| 1     | Victor Hogan                | RSA  | 62,56     |
| 2     | Oussama Khennoussi          | ALG  | 59,97     |
| 3     | Ryan Williams               | NAM  | 55,42     |
| 4     | Christopher Jonathan Sophie | MRI  | 52,98     |
| 5     | Sié Fahige Kambou           | BFA  | 51,04     |
| 6     | Rexford Bugase              | GHA  | 50,77     |
| 7     | Essohounamondom Tchalim     | TOG  | 49,06     |
| 8     | Gebeyehu Gebreyesus         | ETH  | 43,77     |

18. März

### Hammerwurf
| Platz | Athlet                | Land | Weite (m) |
| ----- | --------------------- | ---- | --------- |
| 1     | Mostafa el-Gamel      | EGY  | 73,65     |
| 2     | Mohsen Anani          | TUN  | 67,71     |
| 3     | Allan Cumming         | RSA  | 67,57     |
| 4     | Ahmed Tarek Ismail    | EGY  | 66,45     |
| 5     | Dominic Ongidi Abunda | KEN  | 60,77     |
| 6     | Jean Ian Carré        | MRI  | 53,04     |
| 7     | Don Wittz             | SEY  | 46,75 PB  |
| 8     | Mintestot Abebe       | ETH  | 46,71     |

21. März

### Speerwurf
| Platz | Athlet              | Land | Weite (m) |
| ----- | ------------------- | ---- | --------- |
| 1     | Chinecherem Nnamdi  | NGR  | 82,80 NR  |
| 2     | Julius Yego         | KEN  | 81,74     |
| 3     | Moustafa Mahmoud    | EGY  | 78,10     |
| 4     | Ihab Abdelrahman    | EGY  | 76,68     |
| 5     | Samuel Kure         | NGR  | 76,28     |
| 6     | Alexander Kiprotich | KEN  | 75,45     |
| 7     | Otag Ubang          | ETH  | 73,84 NR  |
| 8     | Jamis Aballa        | ETH  | 69,61 PB  |

22. März

### Zehnkampf
| Platz | Athlet              | Land | Punkte |
| ----- | ------------------- | ---- | ------ |
| 1     | Fredriech Pretorius | RSA  | 7550   |
| 2     | Edwin Kipmutai Too  | KEN  | 7140   |
| 3     | Dhiae Boudoumi      | ALG  | 6943   |
| 4     | Ahmed Mahmoud Taher | EGY  | 6748   |

18./19. März

## Frauen

### 100 m
| Platz | Athletin                  | Land | Zeit (s) |
| ----- | ------------------------- | ---- | -------- |
| 1     | Gina Bass Bittaye         | GAM  | 11,36    |
| 2     | Maia McCoy                | LBR  | 11,49    |
| 3     | Olayinka Olajide          | NGR  | 11,55    |
| 4     | Claudine Njarasoa         | MAD  | 11,55    |
| 5     | Justina Tiana Eyakpobeyan | NGR  | 11,60    |
| 6     | Natacha Ngoye Akamabi     | CGO  | 11,66    |
| 7     | Mary Boakye               | GHA  | 11,71    |
| 8     | Tsaone Sebele             | BOT  | 11,78    |

Finale: 19. März
Wind: −1,3 m/s

### 200 m
| Platz | Athletin              | Land | Zeit (s) |
| ----- | --------------------- | ---- | -------- |
| 1     | Gina Bass Bittaye     | GAM  | 23,13    |
| 2     | Olayinka Olajide      | NGR  | 23,18 PB |
| 3     | Natacha Ngoye Akamabi | COG  | 23,42    |
| 4     | Janet Mensah          | GHA  | 23,45    |
| 5     | Tsaone Sebele         | BOT  | 23,76    |
| 6     | Claudine Njarasoa     | MAD  | 23,82 PB |
| 7     | Shirley Nekhubui      | RSA  | 23,93    |
| 8     | Bongiwe Mahlalela     | SWZ  | 23,96    |

Finale: 22. März
Wind: −2,6 m/s

### 400 m
| Platz | Athletin              | Land | Zeit (s) |
| ----- | --------------------- | ---- | -------- |
| 1     | Mary Moraa            | KEN  | 50,57    |
| 2     | Esther Elo Joseph     | NGR  | 51,61 PB |
| 3     | Sita Sibiri           | BFA  | 51,74 NR |
| 4     | Rhoda Njobvu          | ZAM  | 51,97    |
| 5     | Quincy Malekani       | ZAM  | 51,98 PB |
| 6     | Georgiana Sesay       | SLE  | 52,49 PB |
| 7     | Lydia Jele            | BOT  | 53,05    |
| 8     | Samira Awali Boubacar | NIG  | 53,18    |

Finale: 20. März

### 800 m
| Platz | Athletin                | Land | Zeit (min) |
| ----- | ----------------------- | ---- | ---------- |
| 1     | Tsige Duguma            | ETH  | 1:57,73 PB |
| 2     | Halimah Nakaayi         | UGA  | 1:58,59    |
| 3     | Vivian Chebet Kiprotich | KEN  | 2:00,27    |
| 4     | Lilian Odira            | KEN  | 2:00,81    |
| 5     | Oratile Nowe            | BOT  | 2:01,62    |
| 6     | Susan Aneno             | UGA  | 2:04,79    |
| 7     | Comfort James           | NGR  | 2:04,87    |
| 8     | Adanu Nenko             | ETH  | 2:06,64    |

Finale: 19. März

### 1500 m
| Platz | Athletin           | Land | Zeit (min) |
| ----- | ------------------ | ---- | ---------- |
| 1     | Hirut Meshesha     | ETH  | 4:05,71 GR |
| 2     | Hawi Abera         | ETH  | 4:06,09 PB |
| 3     | Mary Ekiru         | KEN  | 4:06,22 PB |
| 4     | Bikile Ambesu      | ETH  | 4:07,67 PB |
| 5     | Halimah Nakaayi    | UGA  | 4:09,40    |
| 6     | Knight Aciru       | UGA  | 4:09,81 PB |
| 7     | Lydia Jeruto Lagat | KEN  | 4:14,14    |
| 8     | Roza Haile         | ERI  | 4:18,09 PB |

Finale: 22. März

### 5000 m
| Platz | Athletin             | Land | Zeit (min) |
| ----- | -------------------- | ---- | ---------- |
| 1     | Medina Eisa          | ETH  | 15:04,32   |
| 2     | Birtukan Molla       | ETH  | 15:05,32   |
| 3     | Melknat Wudu         | ETH  | 15:07,04   |
| 4     | Beatrice Chepkoech   | KEN  | 15:13,71   |
| 5     | Francine Niyomukunzi | BDI  | 15:33,17   |
| 6     | Samiyah Hassan Nour  | DJI  | 15:35,14   |
| 7     | Habon Ahmed          | DJI  | 15:49,82   |
| 8     | Emeline Imanizabayo  | RWA  | 15:56,20   |

18. März

### 10.000 m
| Platz | Athletin             | Land | Zeit (min)  |
| ----- | -------------------- | ---- | ----------- |
| 1     | Janeth Chepngetich   | KEN  | 33:27,00    |
| 2     | Wede Kefale          | ETH  | 33:38,37    |
| 3     | Tekan Berhe          | ETH  | 33:51,50 PB |
| 4     | Aberu Ayana          | ETH  | 34:45,37    |
| 5     | Theresa Kargbo       | SLE  | 37:24,66    |
|       | Francine Niyomukunzi | BDI  | DNS         |

21. März

### Halbmarathon
| Platz | Athletin                     | Land | Zeit (h) |
| ----- | ---------------------------- | ---- | -------- |
| 1     | Loliha Atalena               | SSD  | 1:14:36  |
| 2     | Zewditu Aderaw               | ETH  | 1:14:40  |
| 3     | Nancy Jepleting              | KEN  | 1:15:07  |
| 4     | Rebecca Cheptegei            | UGA  | 1:15:20  |
| 5     | Mokulubete Blandina Makatisi | LES  | 1:15:53  |
| 6     | Atalel Anmut                 | ETH  | 1:16:28  |
| 7     | Cian Oldknow                 | RSA  | 1:16:34  |
| 8     | Hamida Nassoro               | TAN  | 1:18:23  |

22. März

### 100 m Hürden
| Platz | Athletin             | Land | Zeit (s)  |
| ----- | -------------------- | ---- | --------- |
| 1     | Tobi Amusan          | NGR  | 12,89     |
| 2     | Sidonie Fiadanantsoa | MAD  | 13,19     |
| 3     | Ashley Miller        | ZIM  | 13,59     |
| 4     | Osamuyi Faith        | NGR  | 13,77     |
| 5     | Cecilia Guambe       | MOZ  | 14,00 =NR |
| 6     | Rukia Nusra Omulisia | KEN  | 14,09     |
| 7     | Naomi Akakpo         | TOG  | 14,17     |
| 8     | Madina Touré         | BFA  | 14,85     |

Finale: 20. März
Wind: −2,1 m/s

### 400 m Hürden
| Platz | Athletin                | Land | Zeit (s) |
| ----- | ----------------------- | ---- | -------- |
| 1     | Rogail Joseph           | RSA  | 55,39 PB |
| 2     | Noura Ennadi            | MAR  | 55,85    |
| 3     | Linda Angounou          | CMR  | 56,41    |
| 4     | Ashley Miller           | ZIM  | 58,26    |
| 5     | Vanice Kerubo Nyagisera | KEN  | 58,35    |
| 6     | Tigist Ayana            | ETH  | 59,89    |
| 7     | Asana Hamidu            | GHA  | 60,25    |
|       | Sita Sibiri             | BFA  | DNS      |

Finale: 22. März

### 3000 m Hindernis
| Platz | Athletin           | Land | Zeit (min)  |
| ----- | ------------------ | ---- | ----------- |
| 1     | Beatrice Chepkoech | KEN  | 09:15,61 GR |
| 2     | Peruth Chemutai    | UGA  | 09:16,07    |
| 3     | Lomi Muleta        | ETH  | 09:26,63    |
| 4     | Sembo Almayew      | ETH  | 09:30,19    |
| 5     | Frehiwot Gesese    | ETH  | 09:35,32 PB |
| 6     | Purity Kirui       | KEN  | 09:51,01    |
| 7     | Caren Chebet       | KEN  | 10:03,31    |
| 8     | Ronke Akanbi       | NGR  | 10:55,59    |

20. März

### 4 × 100 m Staffel
| Platz | Land         | Athletinnen | Zeit (s) |
| ----- | ------------ | --- | -------- |
| 1     | Nigeria      | Justina Tiana Eyakpobeyan Olayinka Olajide Moforehan Abinusawa Tobi Amusan Im Vorlauf eingesetzt: Chisom Favour Onyebuchi Blessing Ogundiran | 43,05    |
| 2     | Liberia      | Ebony Morrison Destiny Smith-Barnett Maia McCoy Shania Collins                                                                               | 44,02    |
| 3     | Ghana        | Mary Boakye Janet Mensah Doris Mensah Halutie Hor Im Vorlauf eingesetzt: Benedica Kwartemaa                                                  | 44,21    |
| 4     | Südafrika    | Phindile Kubheka Tamzin Thomas Joviale Mbisha Banele Shabangu                                                                                | 44,72    |
| 5     | Namibia      | Hanganeni Fikunawa Sade de Sousa Jade Nangula Ndawana Haitembu Im Vorlauf eingesetzt: Johanna Ludgerus                                       | 45,64    |
| 6     | Äthiopien    | Yabsira Jarso Guyo Rahel Tesfaye Eyaye Mekuanent Baytula Alayu                                                                               | 45,66    |
| 7     | Burkina Faso | Latifatou Millogo Zalissa Zongo Fatoumata Koala Madina Touré Im Vorlauf eingesetzt: Marthe Koala                                             | 49,53    |
|       | Kenia        | Eunice Kadogo Winny Bii Rukia Nusra Omulisia Esther Mbagari                                                                                  | DNF      |

Finale: 20. März

### 4 × 400 m Staffel
| Platz | Land      | Athletinnen                                                                   | Zeit (min) |
| ----- | --------- | ----------------------------------------------------------------------------- | ---------- |
| 1     | Nigeria   | Esther Elo Joseph Patience Okon George Brittany Ogunmokun Omolara Ogunmakinju | 3:27,29    |
| 2     | Sambia    | Niddy Mingilishi Quincy Malekani Abygirl Sepiso Rhoda Njobvu                  | 3:31,85    |
| 3     | Botswana  | Thomphang Basele Lydia Jele Obakeng Kamberuka Oratile Nowe                    | 3:33,44    |
| 4     | Äthiopien | Tadelech Rkewa Hote Hana Tadesse Banchiayehu Tesema Msgana Hailu              | 3:42,35    |
| 5     | Namibia   | Jade Nangula Johanna Ludgerus Hanganeni Fikunawa Napuumue Hengari             | 3:54,25    |

22. März

### 20 km Gehen
| Platz | Athletin                  | Land | Zeit (h) |
| ----- | ------------------------- | ---- | -------- |
| 1     | Emily Wamusyi Ngii        | KEN  | 1:37:34  |
| 2     | Sintayehu Masire          | ETH  | 1:38:07  |
| 3     | Souad Azzi                | ALG  | 1:39:43  |
| 4     | Sylvia Kemboi             | KEN  | 1:41:20  |
| 5     | Jessica Groenewald        | RSA  | 1:43:48  |
| 6     | Wubalem Shugute           | ETH  | 1:50:59  |
| 7     | Syrine el-Mejri           | TUN  | 1:51:25  |
| 8     | Beatrice Hamidou Taykio'o | CMR  | 1:55:45  |

20. März

### Hochsprung
| Platz | Athletin           | Land | Höhe (m) |
| ----- | ------------------ | ---- | -------- |
| 1     | Rose Yeboah        | GHA  | 1,90     |
| 2     | Fatoumata Balley   | GUI  | 1,81     |
| 3     | Darina Hadil Rezik | ALG  | 1,78     |
| 4     | Ewa Peace          | NGR  | 1,75     |
| 5     | Zeddy Jesire       | KEN  | 1,70     |
| 6     | Kibret Betselot    | ETH  | 1,65     |
| 7     | Esther Obenewaa    | GHA  | 1,65     |
| 8     | Chrislene Klein    | NAM  | 1,60     |

19. März

### Stabhochsprung
| Platz | Athletin        | Land | Höhe (m)   |
| ----- | --------------- | ---- | ---------- |
| 1     | Mirè Reinstorf  | RSA  | 4,35 GR PB |
| 2     | Dorra Mahfoudhi | TUN  | 3,70       |

19. März

### Weitsprung
| Platz | Athletin                 | Land | Weite (m) |
| ----- | ------------------------ | ---- | --------- |
| 1     | Ese Brume                | NGR  | 6,92 w    |
| 2     | Marthe Koala             | BFA  | 6,81 w    |
| 3     | Prestina Ochonogor       | NGR  | 6,67 w    |
| 4     | Ruth Usoro               | NGR  | 6,62 w    |
| 5     | Esraa Owis               | EGY  | 6,57 w    |
| 6     | Yousra Lajdoud           | MAR  | 6,53 w    |
| 7     | Fayza Issaka Abdou Kerim | TOG  | 6,03 w    |
| 8     | Florent Razanamandroso   | MAD  | 5,92 PB   |

21. März

### Dreisprung
| Platz | Athletin                 | Land | Weite (m) |
| ----- | ------------------------ | ---- | --------- |
| 1     | Ruth Usoro               | NGR  | 13,80     |
| 2     | Winny Bii                | KEN  | 13,64     |
| 3     | Saly Sarr                | SEN  | 13,60     |
| 4     | Liliane Potiron          | MRI  | 13,31     |
| 5     | Véronique Kossenda Rey   | CMR  | 13,26     |
| 6     | Fayza Issaka Abdou Kerim | TOG  | 13,23 NR  |
| 7     | Sangoné Kandji           | SEN  | 13,07     |
| 8     | Sylvie Sawadogo          | BFA  | 12,68 PB  |

19. März

### Kugelstoßen
| Platz | Athletin        | Land | Weite (m) |
| ----- | --------------- | ---- | --------- |
| 1     | Ashley Erasmus  | RSA  | 16,98 PB  |
| 2     | Oyesade Olatoye | NGR  | 16,61     |
| 3     | Ischke Senekal  | RSA  | 16,38     |
| 4     | Colette Uys     | RSA  | 15,59     |
| 5     | Carine Mékam    | GAB  | 15,31     |
| 6     | Nora Monie      | CMR  | 15,29     |
| 7     | Zurga Usman     | ETH  | 13,92 PB  |
| 8     | Luz Maria Siafa | GEQ  | 13,59 PB  |

22. März

### Diskuswurf
| Platz | Athletin         | Land | Weite (m) |
| ----- | ---------------- | ---- | --------- |
| 1     | Obiageri Amaechi | NGR  | 58,93 PB  |
| 2     | Chioma Onyekwere | NGR  | 58,03     |
| 3     | Nora Monie       | CMR  | 56,11     |
| 4     | Ashley Anumba    | NGR  | 54,88     |
| 5     | Yolandi Stander  | RSA  | 54,44     |
| 6     | Ashley Erasmus   | RSA  | 51,85     |
| 7     | Ischke Senekal   | RSA  | 51,32     |
| 8     | Roseline Rakamba | KEN  | 50,90     |

21. März
Die ursprünglich Sechstplatzierte Kongolesin Yelena Mokoka wurde nachträglich disqualifiziert, da die gebürtige Französin nicht international für die Demokratische Republik Kongo startberechtigt ist.

### Hammerwurf
| Platz | Athletin                   | Land | Weite (m)   |
| ----- | -------------------------- | ---- | ----------- |
| 1     | Zahra Tatar                | ALG  | 69,65 GR NR |
| 2     | Zouina Bouzebra            | ALG  | 68,97 PB    |
| 3     | Oyesade Olatoye            | NGR  | 68,92       |
| 4     | Colette Uys                | RSA  | 62,35 PB    |
| 5     | Rawan Barakat              | EGY  | 60,82       |
| 6     | Roseline Rakamba           | KEN  | 54,28       |
| 7     | Emilie Dia                 | MLI  | 52,17       |
| 8     | Michelle Koussalouka Nkazi | CGO  | 47,59       |

19. März

### Speerwurf
| Platz | Athletin                | Land | Weite (m) |
| ----- | ----------------------- | ---- | --------- |
| 1     | Jo-Ane van Dyk          | RSA  | 60,80 GR  |
| 2     | Jana van Schalkwyk      | RSA  | 57,64 PB  |
| 3     | Josephine Lalam         | UGA  | 57,01 NR  |
| 4     | Selma Rosun             | MRI  | 50,75     |
| 5     | Victoria Kparika Effiom | NGR  | 48,84     |
| 6     | Damacline Nyekereri     | KEN  | 47,25     |
| 7     | Dingete Adela           | ETH  | 46,56     |
| 8     | Yeshiwork Animaw        | ETH  | 45,93     |

20. März

### Siebenkampf
| Platz | Athletin              | Land | Punkte  |
| ----- | --------------------- | ---- | ------- |
| 1     | Odile Ahouanwanou     | BEN  | 5616    |
| 2     | Kemi Francis-Petersen | NGR  | 5268    |
| 3     | Adèle Mafogang        | CMR  | 5181 PB |
| 4     | Shannon Verster       | RSA  | 5084    |
|       | Nada Chroudi          | TUN  | DNF     |

20. und 21. März

## Mixed

### 4 × 400 m Staffel
| Platz | Land         | Athleten | Zeit (min) |
| ----- | ------------ | --- | ---------- |
| 1     | Nigeria      | Ifeanyi Emmanuel Ojeli Patience Okon George Sikiru Adeyemi Omolara Ogunmakinju Im Vorlauf eingesetzt: Samson Oghenewegba Nathaniel | 3:13,26 AR |
| 2     | Botswana     | Collen Kebinatshipi Lydia Jele Bayapo Ndori Obakeng Kamberuka Im Vorlauf eingesetzt: Leungo Scotch                                 | 3:13,99 NR |
| 3     | Kenia        | David Sanayek Kapirante Maureen Nyatichi Thomas Kennedy Kimeu Muthoki Mary Moraa                                                   | 3:18,03    |
| 4     | Südafrika    | Anele Nzwanzwa Rogail Joseph Tumisang Shezi Shirley Nekhubui Im Vorlauf eingesetzt: Lindukuhle Gora                                | 3:18,54 NR |
| 5     | Ghana        | Solomon Diafo Grace Aduntira Daniel Otibo Bridget Annan                                                                            | 3:23,36    |
| 6     | Sierra Leone | Mohamed Bah Marie Bangura Derek Kargbo Georgiana Sesay Im Vorlauf eingesetzt: Kalie Sesay                                          | 3:24,79    |
| 7     | Äthiopien    | Melkamu Assefa Hana Tadesse Biruk Tadesse Msgana Hailu                                                                             | 3:25,55    |
| 8     | Namibia      | Andre Retief Napuumue Hengari David Dam Angala Tuuliki Im Vorlauf eingesetzt: Dux Lutahezi Enock Kawiwi Erin Koff                  | 3:30,00    |

Finale: 19. März